# Aeropuerto Nacional de Lázaro Cárdenas
El Aeropuerto Nacional General Lázaro Cárdenas del Río (Código IATA: LZC - Código OACI: MMLC - Código DGAC: LZC), es un aeropuerto localizado en Lázaro Cárdenas, Michoacán, México. Maneja el tráfico nacional del puerto de Lázaro Cárdenas. 

## Información
Tiene una torre de control de 10 metros de altura la pista de aterrizaje con una longitud de 1,500 metros y ancho de 30 metros, el aeropuerto se ubica a las afueras de la ciudad.
Hasta septiembre de 2021 en el aeropuerto, se llevaban a cabo vuelos comerciales a través de la aerolínea Aeromar. Actualmente se realizan vuelos generales, oficiales y privados, con cumplimiento de la normatividad aeronáutica internacional.
Para 2020 el aeropuerto recibió a 5,447 pasajeros, mientras que en 2021 llegaron 1,945 pasajeros, según datos publicados por la Agencia Federal de Aviación Civil.
Desde octubre de 2021 se llevaron a cabo negociaciones en las que el Gobierno del Estado de Michoacán entregaría la concesión del aeropuerto a la SEMAR, quien estaría dispuesta a invertir $500 millones de pesos para la mejora de la infraestructura del inmueble, sin embargo, el 24 de octubre de 2022 se entregó la operación del aeropuerto a ASIPONA Lázaro Cárdenas, la cual invertiría inmediatamente $120 millones de pesos en el mejoramiento de los sistemas de radar, la pista de aterrizaje así como la instalación del sistema de iluminación para la pista de aterrizaje, esto con el fin de permitir operaciones nocturnas en el aeropuerto.
En el aeropuerto de Lázaro Cárdenas tienen su base 3 aeronaves, todas de ala fija.

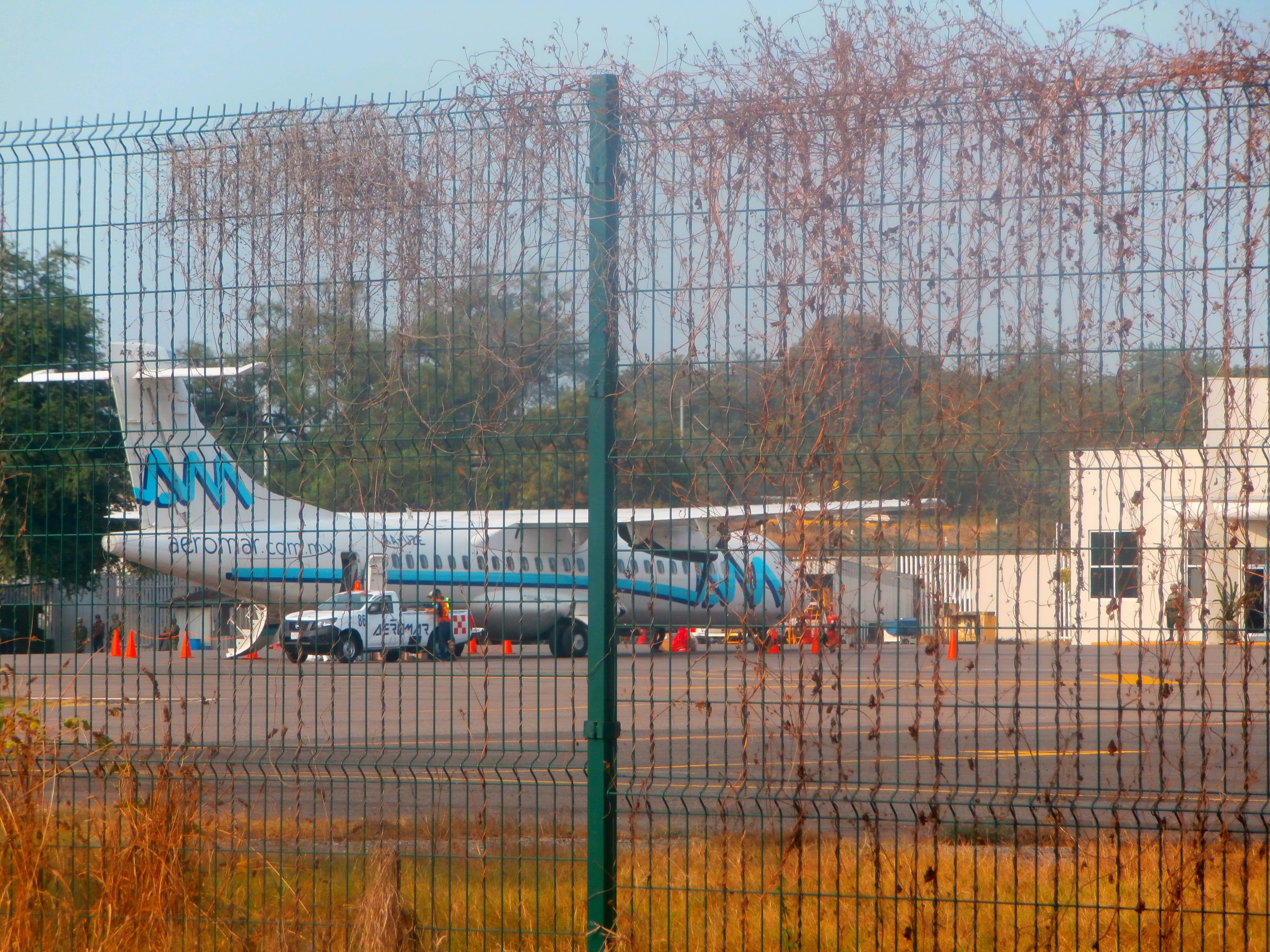
ATR 72-600 de Aeromar (XA-UZE) en el Aeropuerto Nacional General Lázaro Cárdenas del Río.

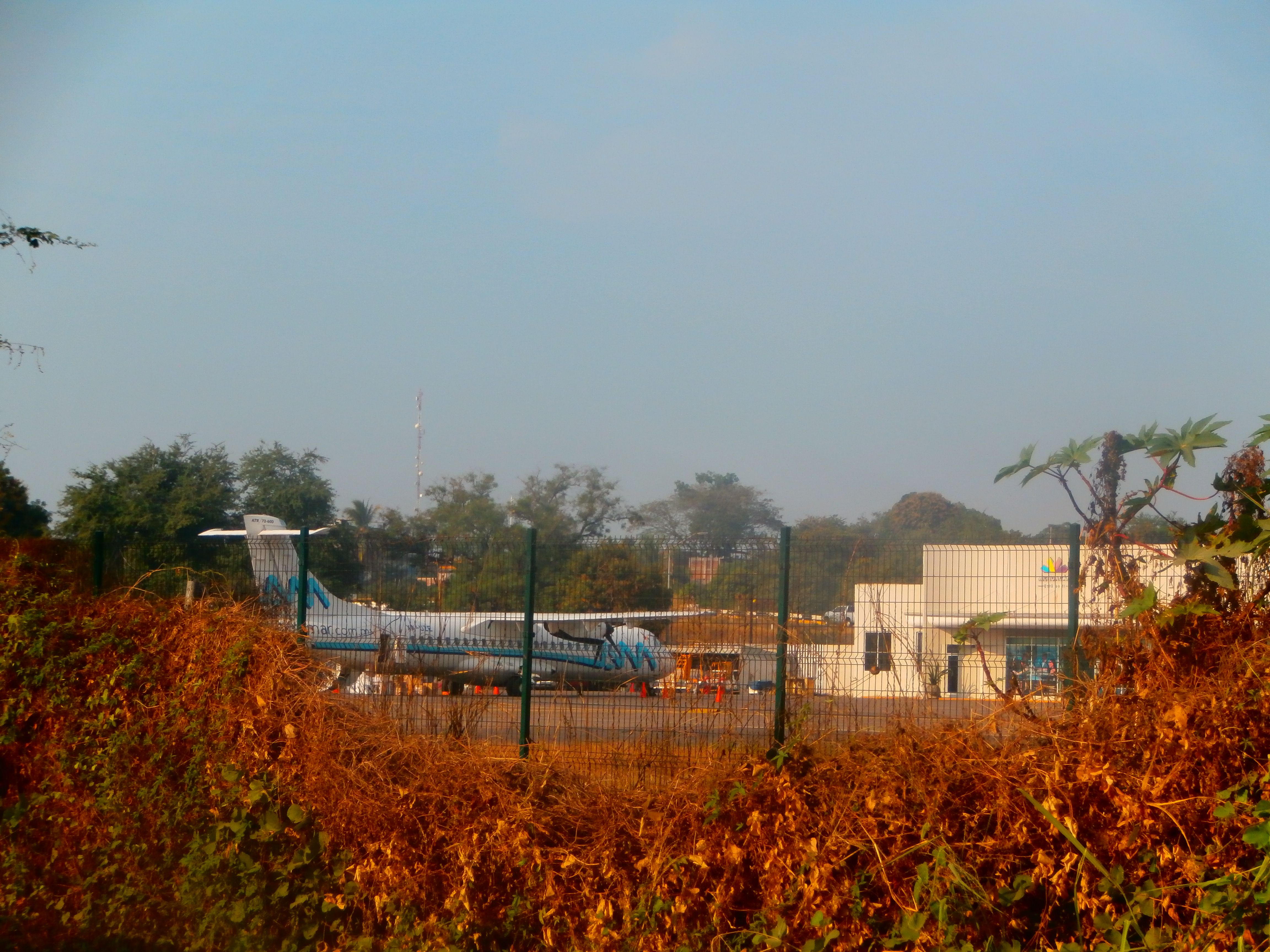
Lado aire del aeropuerto.

## Estadísticas

### Tráfico anual
Sólo se muestra muestran vuelos comerciales regulares y vuelos de fletamento, no se incluyen vuelos militares ni de aviación general.
| Año  | Vuelos | Pasajeros | Movimiento de carga (kg) | Año  | Vuelos | Pasajeros | Movimiento de carga (kg) |
| 2021 | 174    | 1,945     | 13,351                   | 2006 | 1,177  | 14,477    | 89,365                   |
| 2020 | 361    | 5,447     | 46,326                   | 2005 | 1,038  | 13,775    | 117,664                  |
| 2019 | 1,242  | 25,313    | 186,530                  | 2004 | 1,240  | 15,594    | 144,252                  |
| 2018 | 1,149  | 24,577    | 121,198                  | 2003 | 2,008  | 15,088    | 132,213                  |
| 2017 | 1,191  | 25,189    | 95,659                   | 2002 | 3,482  | 23,138    | 169,317                  |
| 2016 | 1,195  | 23,956    | 82,003                   | 2001 | 4,763  | 39,705    | 236,465                  |
| 2015 | 1,188  | 21,778    | 90,509                   | 2000 | 4,906  | 52,353    | 335,403                  |
| 2014 | 1,210  | 24,779    | 96,625                   | 1999 | 4,911  | 58,774    | 274,778                  |
| 2013 | 1,201  | 22,313    | 99,078                   | 1998 | 5,427  | 66,171    | 240,415                  |
| 2012 | 1,210  | 20,535    | 91,735                   | 1997 | 4,875  | 63,380    | 165,237                  |
| 2011 | 1,108  | 19,592    | 87,702                   | 1996 | 2,723  | 31,699    | 67,385                   |
| 2010 | 1,081  | 15,145    | 85,428                   | 1995 | 4,051  | 44,179    | 135,842                  |
| 2009 | 1,010  | 11,881    | 81,784                   | 1994 | 4,219  | 59,315    | 216,483                  |
| 2008 | 1,276  | 23,388    | 97,471                   | 1993 | 5,028  | 66,239    | 143,636                  |
| 2007 | 1,130  | 20,185    | 92,055                   | 1992 | 4,735  | 58,313    | 143,494                  |
| ---- | ------ | --------- | ------------------------ | ---- | ------ | --------- | ------------------------ |

## Accidentes e incidentes
- El 31 de agosto de 1988 un Embraer 110 de la aerolínea Transporte Aéreo Federal con matrícula XC-COX que partió de Uruapan con rumbo a Lázaro Cárdenas se estrelló en el Cerro de la Calera, cerca de la ciudad de Arteaga, Michoacán falleciendo los 2 pilotos y los 18 pasajeros.[7]

- El 16 de diciembre de 1990 una aeronave Cessna 206 con matrícula XA-JOB perteneciente a Aerotaxis Ester Martínez y Heraclio Benítez S.A. de C.V. sufrió un incendio de cabina mientras realizaba su aproximación al Aeropuerto de Uruapan, obligándola a aterrizar de emergencia y dejando heridos a los 3 ocupantes. La aeronave provenía del Aeropuerto de Lázaro Cárdenas.[8]

- El 13 de junio de 1994 una aeronave Swearingen SA226-TC Metro II con matrícula XA-SLU operada por Aero Cuahonte proveniente del Aeropuerto de Lázaro Cárdenas se estrelló en una montaña durante su aproximación al Aeropuerto de Uruapan matando a los 2 pilotos y a los 9 pasajeros. La aeronave se estrelló debido a la espesa niebla y al mal clima.[9][10][11]

- El 16 de enero de 2012 se despistó la avioneta Cessna T303 Crusader con matrícula XA-RVC se despistó por una falla del tren de aterrizaje mientras aterrizaba en el Aeropuerto de Lázaro Cárdenas, la aeronave provenía del Aeropuerto de Morelia.[12] Cabe destacar que esta aeronave tuvo un percance en abril de 2010 en el Aeropuerto de Chilpancingo no hubo lesionados.[13]

- El 28 de abril de 2012 se despistó al aterrizar la aeronave Maule MX-7-180A con matrícula AMP-171 propiedad de la Armada de México, aparentemente el accidente fue provocado por una falla en el tren de aterrizaje. Sólo uno de los pilotos resultó con heridas leves, las demás personas a bordo resultaron ilesas.[14][15]

- El 28 de marzo del 2014 la aeronave ATR 42 con matrícula XA-YIL que operaba el vuelo 610 de Aeromar con destino al Aeropuerto de la Ciudad de México sufrió un incendio en el tren de aterrizaje cuando se disponía a despegar, por lo que tuvo que abortar el despegue. Ninguno de los 18 pasajeros ni los 3 miembros de la tripulación resultaron heridos. Los pasajeros fueron transportados por tierra al Aeropuerto de Zihuatanejo para que tomaran otro vuelo con destino a la capital.[16][17]

- El 17 de noviembre de 2018 una aeronave Piper PA-31T-1 Cheyenne con matrícula XB-MZE se despistó al aterrizar en el Aeropuerto de Lázaro Cárdenas cuando aterrizó después de abortar el despegue, impactándose en una vivienda cerca del aeropuerto y dañando la maya perimetral del mismo. Los 2 tripulantes resultaron ilesos.[18][19]

## Aeropuertos cercanos
Los aeropuertos más cercanos son:
- Aeropuerto Internacional de Ixtapa-Zihuatanejo (80km)
- Aeropuerto Internacional de Uruapan (158km)
- Aeropuerto Nacional Licenciado Miguel de la Madrid (202km)
- Aeropuerto Internacional General Francisco J. Múgica (240km)
- Aeropuerto Internacional de Manzanillo (278km)